# Hypostomus formosae
Hypostomus formosae es una especie de pez silúrido de agua dulce del género de loricáridos Hypostomus. Se distribuye en aguas templado-cálidas del centro de Sudamérica. 

## Taxonomía
Esta especie fue descrita originalmente en el año 2016 por los ictiólogos Yamila Paula Cardoso, Florencia Brancolini, Ariel Paracampo, Marta Susana Lizarralde, Raphaël Covain y Juan Ignacio Montoya-Burgos.
Localidad tipo
La localidad tipo referida es: “arroyo Saladillo (afluente del río Paraguay), en las coordenadas 26°26’28’’S 58°24’03’’W, Formosa, Argentina”.
Holotipo
El holotipo designado es el catalogado como: MACN-Ict 9720 (número de campo: AR11-208); se trata de un ejemplar adulto el cual midió 177 mm de largo total. Fue capturado el 22 de noviembre de 2011 por Yamila Paula Cardoso, Ariel Paracampo, Juan Ignacio Montoya-Burgos y C. Rivera.
Paratipos colectados en la Argentina
- MACN-Ict 9721 (número de campo: AR11-207), longitud: 170 mm, con los mismos datos que el holotipo.
- MACN-Ict 9722 (números de campo: AR11-452 a AR11-455), longitudes: 74,2 a 141 mm. Fueron capturados el 24 de noviembre de 2011, por Y. P. Cardoso, A. Paracampo, J. I. Montoya-Burgos y C. Rivera, en el bañado La Estrella (afluente del río Paraguay), en las coordenadas 24°24’32,2”S 60°20’02,9”W, en Formosa, Argentina.
- CFA-IC 11972 -ex-ILPLA 1972- (números de campo: YC-940 y YC-941), longitud: 64,1 y 74 mm. Fueron capturados el 21 de febrero de 2007, por C. Baigún, F. Brancolini y P. Minotti, en el riacho Porteño (cuenca del río Pilcomayo), en las coordenadas 25º10’32”S 57º58’11”W, cerca de la laguna Veraí, en Formosa, Argentina.[2]

Paratipos colectados en Paraguay
- MHNG 2251.43.
- MHNG 2251.44.
- MHNG 2251.41.
- MHNG 2251.40.
- MHNG 2754.043.
- MHNG 2677.005.
- MHNG 2600.050.
- MHNG 2358.63.
- MHNG 2676.097.

Etimología
Etimológicamente el epíteto genérico Hypostomus se construye con dos palabras del idioma griego, en donde: hipo significa 'bajo' y estoma es 'boca'. El término específico formosae es un topónimo que deriva de donde proviene el ejemplar tipo: la provincia argentina de Formosa.
Características
Es posible distinguir a Hypostomus formosae de todos los demás congéneres por la combinación de dos caracteres: el poseer 11 placas ventrales entre el extremo de la base de la aleta anal y la aleta caudal; y un patrón cromático consistente en exhibir el cuerpo, el sector dorsal de la cabeza y todas las aletas con un fondo de color gris brillante, sobre el cual se disponen numerosos puntos oscuros y redondeados. Los ejemplares mayores pueden llegar a alcanzar los 17,7 cm de longitud total.
Filogenia
H. formosae forma parte del grupo de especies “Hypostomus plecostomus”, de estirpe amazónica.
La especie hermana de H. formosae es H. plecostomus, especie de los ríos de las Guayanas. La hipótesis planteada, mediante el análisis de áreas ancestrales, es que el ancestro común a ambas especies primeramente presentó un evento de geodispersión desde la cuenca del Amazonas hacia la del río Paraguay (por captura de cuencas cabeceras). Las poblaciones que darían a las dos especies quedaron así separadas por un evento de vicariancia, evolucionando independientemente una de la otra. Según L. Kennan, las cabeceras del río Grande boliviano (cuenca del Amazonas) sufrieron capturas por parte de la alta cuenca del río Pilcomayo (de la cuenca del Plata) por última vez hace 3,5 Ma, con un margen de error de +/- 0,2, por lo que esa fecha permite la calibración de la especiación entre H. formosae y H. plecostomus.

## Distribución y hábitat
Esta especie es endémica de la cuenca del río Paraguay en las ecorregiones de agua dulce Chaco y Paraguay. Fue capturada en el nordeste de la Argentina, específicamente en la provincia de Formosa (en el bañado La Estrella, en el arroyo Saladillo, en el río Pilcomayo y en el riacho Porteño). También fue colectada en el centro de Paraguay, sobre el río homónimo y en cursos que desembocan en ambas márgenes del mismo.
El fondo de los cursos fluviales donde fue pescada se presentaba en su mayoría cubierto por grandes rocas de piedra arenisca con parches de arena y guijarros. Habita en aguas bien oxigenadas, con velocidad de corriente moderada y con pH de 6,43 a 7,29.
Hypostomus formosae comparte su hábitat con numerosas especies de loricáridos; centrándose solo en sus congéneres, parece ser simpátrica con: Hypostomus boulengeri, H. commersoni, H. uruguayensis, H. latifrons, H. luteomaculatus, H. microstomus, H. paranensis y H. ternetzi.